# 格里高利別墅
格里高利別墅位于蒂沃利的古代衛城脚下，由教皇格里高利十六世于1835年修葺。

## 歷史
阿涅内河從蒂沃利卫城落到下面的平原上形成瀑布。罗马人在这里建造了一系列的水利工程，以及一條羅馬大道（Via Valeria）。浪漫主義時期這裏有荒草叢生的維斯塔神廟和古代衛城遺址，是一個流行的壯遊目的地。
1826年一場洪水破坏了阿涅内河河床。教皇格里高利十六世委托给红衣主教里瓦罗拉修建灌溉工程，并在1835年举行了隆重的落成典礼。
2002年由意大利环境基金（FAI）整修后重新開放。

## 圖庫

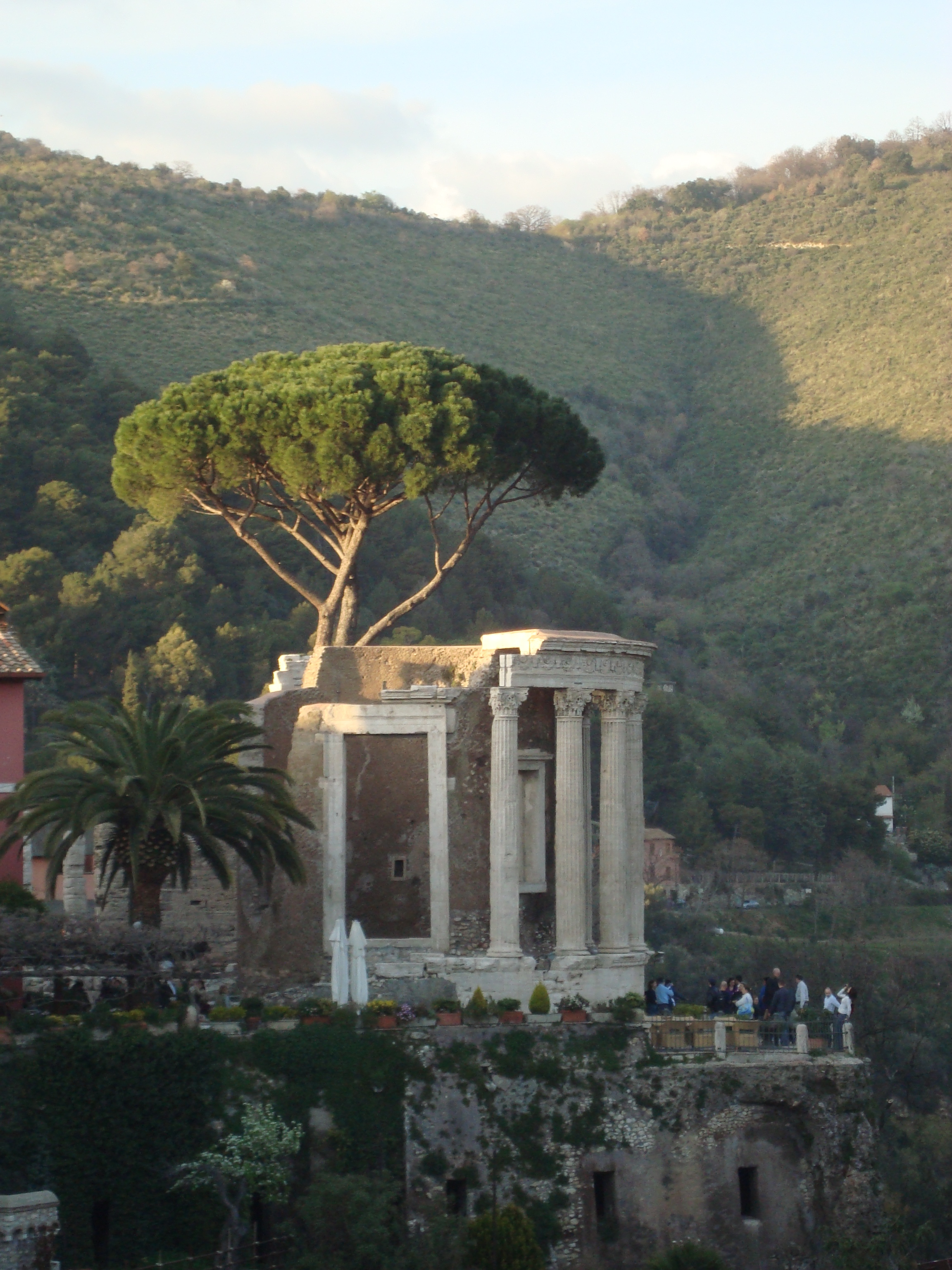
灶神廟
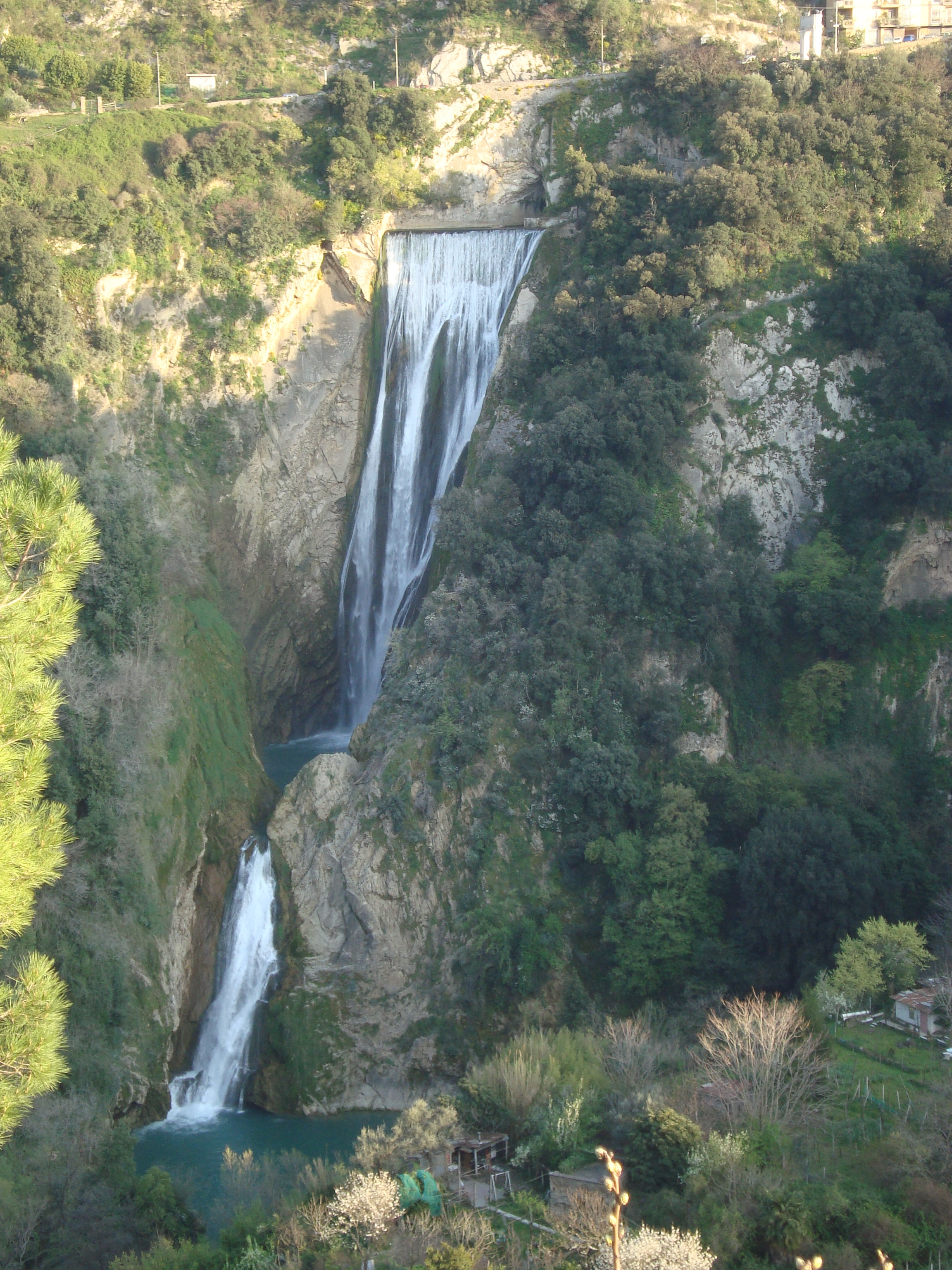
瀑布之一
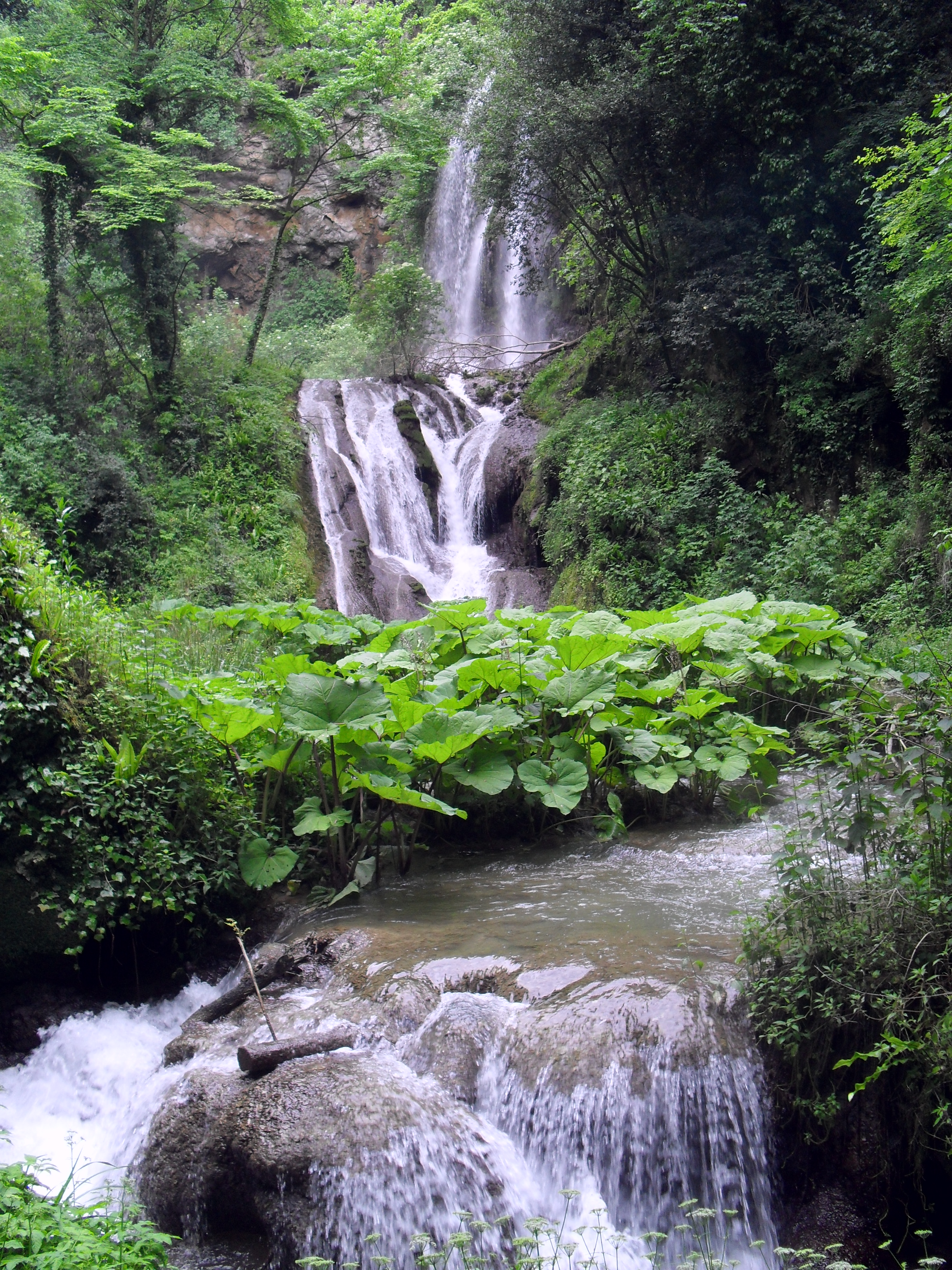
瀑布之二
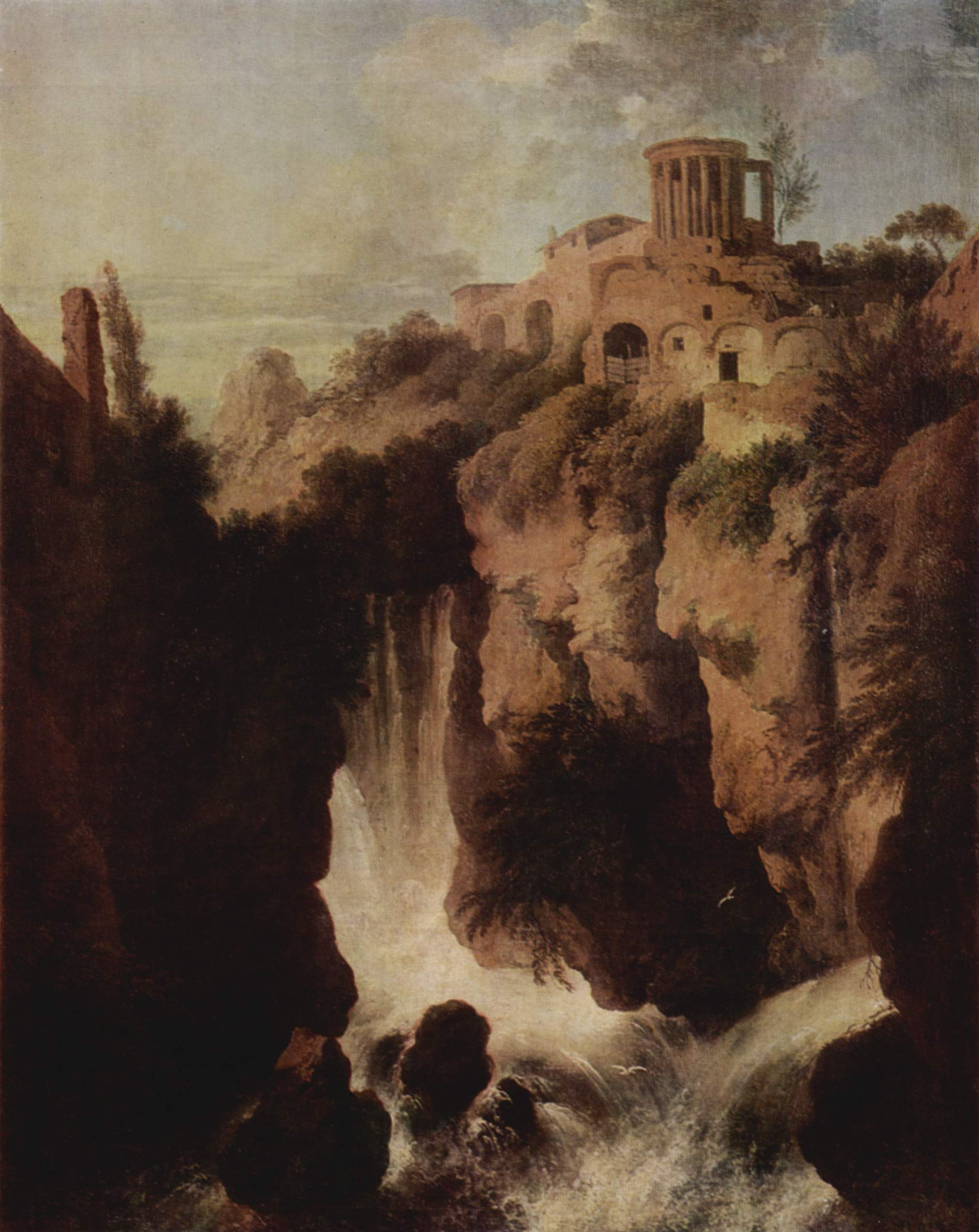
Christian Wilhelm Ernst Dietrich的浪漫主義畫作

## 延伸閲讀
- 哈德良别墅
- 埃斯特別墅
- 灶神廟 (趣伏里)

## 外部鏈接
- Parco Villa Gregoriana - Informazioni utili e orari d'apertura sito del FAI
- Il Parco di Villa Gregoriana （页面存档备份，存于） sito Tibursuperbum